# Fußball-Oberliga Niedersachsen (Frauen)
Die Frauen-Oberliga Niedersachsen ist die höchste Spielklasse auf dem Gebiet des Niedersächsischen Fußballverbandes. Seit Einführung der 2. Frauen-Bundesliga zur Saison 2004/05 stellt die Oberliga die vierthöchste Spielklasse im deutschen Ligensystem der Frauen dar.

## Geschichte
Der Niedersächsische Fußballverband ermittelte bereits seit 1972 einen Niedersachsenmeister im Frauenfußball. Über den Austragungsmodus ist nichts bekannt. Im Jahre 1975 wurde schließlich eine zweigleisige Verbandsliga Niedersachsen gegründet. Vier Jahre später wurde die Liga in Landesliga umbenannt, bevor sie ab 1994 wieder Verbandsliga hieß. Nachdem die Liga später in Niedersachsenliga umbenannt wurde, trägt sie seit 2008 den Namen Oberliga Niedersachsen.
War die Liga bei der Gründung noch erstklassig, so wurde sie durch die Gründung der Regionalliga Nord im Jahre 1986 zweitklassig. Vier Jahre später wurde die Liga drittklassig, als die Bundesliga eingeführt wurde. Seit der Einführung der 2. Bundesliga im Jahre 2004 ist die Liga viertklassig.
Im Jahre 1974 trug der Deutsche Fußball-Bund erstmals eine deutsche Meisterschaft aus, für die sich der Niedersachsenmeister qualifizierte. Jedoch erreichte bis zur Einführung der Bundesliga im Jahre 1990 keine niedersächsische Mannschaft das Endspiel.

## Modus
Die Oberliga Niedersachsen hat eine Sollgröße von 24 Mannschaften, die nach geographischen Gesichtspunkten in eine West- und eine Ostgruppe mit jeweils zwölf Mannschaften aufgeteilt werden. Sollten mehr niedersächsische Mannschaften aus der Regionalliga Nord in die Oberliga Niedersachsen absteigen, erhöht sich die Teilnehmerzahl. Die Meister der beiden Gruppen ermitteln in einem Entscheidungsspiel den Aufsteiger in die Regionalliga Nord. Endet das Spiel nach regulärer Spielzeit unentschieden, so wird es um 2 × 15 Minuten verlängert. Sollte dann immer noch keine Entscheidung gefallen sein, folgt ein Elfmeterschießen. Das Entscheidungsspiel findet im August-Wenzel-Stadion in Barsinghausen statt. Die zwei letztplatzierten Mannschaften der beiden Gruppen steigen am Saisonende in die jeweilige Landesliga ab. Sollte eine Gruppe mit mehr als zwölf Mannschaften spielen, steigen drei Mannschaften ab.

## Teilnehmer der Saison 2024/25
In der vergangenen Saison nahmen folgende Mannschaften teil:
| West - SV Ahlerstedt/Ottendorf - SV Heidekraut Andervenne - SpVg Aurich - DJK-SV Bunnen - TuS Büppel - TSG Burg Gretesch - Blau-Weiß Hollage - MTV Jeddingen - FC Jesteburg-Bendestorf - TuS Lutten - Osnabrücker SC - SV TiMoNo | Ost - MTV Barum - TSV Bemerode - Eintracht Braunschweig - FC Pfeil Broistedt - Rot-Weiß Göttingen - HSC Hannover - SV Hastenbeck - Grün-Weiß Hildesheim - SV 06 Lehrte - TSV Limmer - SG Rodenberg - HSC BW Tündern - SV Wendessen |

## Meister
Die Tabelle führt die Meister der beiden Gruppen auf. Der jeweilige Niedersachsenmeister ist fett markiert. Für die Jahre 1997 bis 2001 liegen die Staffelsieger nicht vor. Die Saisons 2019/20 und 2020/21 wurden aufgrund der COVID-19-Pandemie vorzeitig abgebrochen. 2020 wurde der Meister dabei mit der Quotientenregelung ermittelt.

### Erstklassig
| Saison  | Gruppe West                | Endspiel  | Gruppe Ost              | Deutsche Meisterschaft |
| ------- | -------------------------- | --------- | ----------------------- | ---------------------- |
| 1975/76 | TV Jahn Delmenhorst        | n. b.     | Sparta Göttingen        | Dritter                |
| 1976/77 | VfL Wittekind Wildeshausen | n. b.     | Sparta Göttingen        | Achtelfinale           |
| 1977/78 | Rotenburger SV             | n. b.     | VfR Eintracht Wolfsburg | Achtelfinale           |
| 1978/79 | TV Jahn Delmenhorst        | n. b.     | SV Arminia Hannover     | Halbfinale             |
| 1979/80 | VfL Wittekind Wildeshausen | n. b.     | Rotenburger SV          | Viertelfinale          |
| 1980/81 | VfL Wittekind Wildeshausen | n. b.     | VfR Eintracht Wolfsburg | Achtelfinale           |
| 1981/82 | VfL Wittekind Wildeshausen | 0:2       | VfR Eintracht Wolfsburg | Viertelfinale          |
| 1982/83 | VfL Wittekind Wildeshausen | 1:0 n. V. | VfR Eintracht Wolfsburg | Achtelfinale           |
| 1983/84 | VfL Wittekind Wildeshausen | n. b.     | VfR Eintracht Wolfsburg | Viertelfinale          |
| 1984/85 | VfL Wittekind Wildeshausen | n. b.     | VfR Eintracht Wolfsburg | Achtelfinale           |
| 1985/86 | VfL Wittekind Wildeshausen | 1:0       | VfR Eintracht Wolfsburg | Viertelfinale          |

### Zweitklassig
| Saison  | Gruppe West      | Endspiel | Gruppe Ost              |
| ------- | ---------------- | -------- | ----------------------- |
| 1986/87 | Kickers Emden    | n. b.    | Rotenburger SV          |
| 1987/88 | SV Hage          | n. b.    | Sportfreunde Salzgitter |
| 1988/89 | SV Wilhelmshaven | n. b.    | VfL Westercelle         |
| 1989/90 | SV Carum 1       | n. b.    | VfL Westercelle 1       |

### Drittklassig
| Saison    | Gruppe West           | Endspiel       | Gruppe Ost                |
| --------- | --------------------- | -------------- | ------------------------- |
| 1990/91   | TSG Burg Gretesch     | n. b.          | Wolfenbütteler SV         |
| 1991/92   | Kickers Emden         | n. b.          | SG Erbstorf/Ilmenau       |
| 1992/93   | SV Victoria Gersten 2 | n. b.          | Sportfreunde Salzgitter 2 |
| 1993/94   | TuS Westerholz 2      | 3:1            | SC Wedemark 2             |
| 1994/95   | FSV Westerstede       | 1:1, 2:3 n. E. | Wolfenbütteler SV         |
| 1995/96   | MTV Wohnste 2         | 2:4            | SV Stöckheim 2            |
| 1996/97   | Kickers Emden 3       | 2:4            | Fortuna Salzgitter 4      |
| 1997/98   | SV Kettenkamp 5       | 1:4            | SV Hastenbeck 6           |
| 1998/99   | SV Bad Laer           | 4:5            | SV Hastenbeck             |
| 1999/2000 | FSV Westerstede       | 1:0            | SV Hastenbeck             |
| 2000/01   | SuS Timmel            | 4:1            | Fortuna Salzgitter        |
| 2001/02   | SV Bad Laer           | 4:5            | SV Hastenbeck             |
| 2002/03   | TuS Büppel 2          | 2:5            | Sparta Göttingen 2        |
| 2003/04   | FSG Twist 2           | 2:1 n. V.      | SV Ahlerstedt/Ottendorf 2 |

### Viertklassig
| Saison  | Gruppe West                 | Endspiel                    | Gruppe Ost                  |
| ------- | --------------------------- | --------------------------- | --------------------------- |
| 2004/05 | SV Höltinghausen            | 0:4                         | Mellendorfer TV             |
| 2005/06 | VfL Oythe                   | 1:4                         | SV Upen                     |
| 2006/07 | SV Höltinghausen            | 3:1                         | Sparta Göttingen            |
| 2007/08 | SG Jesteburg/Bendestorf 7   | 0:2                         | TSV Havelse 7               |
| 2008/09 | ATSV Scharmbeckstotel       | 1:6                         | TSG Ahlten                  |
| 2009/10 | ATSV Scharmbeckstotel       | 0:3                         | TSV Eintracht Immenbeck     |
| 2010/11 | SF Wüsting-Altmoorhausen    | 3:2                         | Sparta Göttingen            |
| 2011/12 | SV Heidekraut Andervenne    | 1:6                         | VfL Wolfsburg II            |
| 2012/13 | SV Meppen II                | 2:3                         | Fortuna Celle               |
| 2013/14 | SV Heidekraut Andervenne 7  | 0:0, 4:5 n. E.              | TSV Limmer 7                |
| 2014/15 | TV Jahn Delmenhorst         | 2:4                         | Sparta Göttingen            |
| 2015/16 | SV Union Meppen             | 3:2                         | VfL Jesteburg               |
| 2016/17 | SV Meppen II                | 2:1                         | MTV Barum                   |
| 2017/18 | TuS Büppel                  | 2:0                         | FFC Renshausen              |
| 2018/19 | Blau-Weiß Hollage           | 0:3                         | Hannover 96                 |
| 2019/20 | Meisterschaft abgebrochen 8 | Meisterschaft abgebrochen 8 | Meisterschaft abgebrochen 8 |
| 2020/21 | Meisterschaft annulliert    | Meisterschaft annulliert    | Meisterschaft annulliert    |
| 2021/22 | SV TiMoNo                   | 0:4                         | TSV Barmke                  |
| 2022/23 | SpVg Aurich                 | 1:4                         | Eintracht Braunschweig      |
| 2023/24 | TSG Burg Gretesch           | 3:5 n. V.                   | SV Hastenbeck               |
| 2024/25 | SpVg Aurich                 | 0:3                         | SV Hastenbeck               |

## Rekordmeister
| Platz | Verein                     | Titel | Jahre                              |
| ----- | -------------------------- | ----- | ---------------------------------- |
| 1.    | SV Hastenbeck              | 6     | 1998, 1999, 2000, 2002, 2024, 2025 |
| 1.    | VfL Wittekind Wildeshausen | 6     | 1977, 1980, 1981, 1983, 1985, 1986 |
| 3.    | TV Jahn Delmenhorst        | 2     | 1979, 2015                         |
| 3.    | Sparta Göttingen           | 2     | 1976, 2003                         |
| 3.    | Rotenburger SV             | 2     | 1978, 1987                         |
| 3.    | VfR Eintracht Wolfsburg    | 2     | 1982, 1984                         |